# Ofensiva talibã no Afeganistão em 2021
A ofensiva talibã no Afeganistão em 2021 foi uma ofensiva militar, que aconteceu entre maio e agosto de 2021, liderada pelos insurgentes talibãs contra o governo afegão e seus aliados, que se desenrolou quase que simultaneamente com a retirada das tropas estadunidenses do Afeganistão. Até meados de agosto, o Talibã já controlava perto de 65% do país, ocupando mais de 300 distritos e pelo menos trinta e duas capitais de província por todo o território afegão. No dia 15 de agosto de 2021, o Talibã tomou a capital Cabul e o presidente do Afeganistão deixou o país.

## Eventos anteriores
Em setembro de 2020, mais de 5 000 talibãs detidos em prisões americanas e afegãs, incluindo 400 acusados ou condenados por crimes graves como assassinato, foram libertados após a assinatura do Acordo de Doha entre o governo dos Estados Unidos e a liderança Talibã. De acordo com o Conselho de Segurança Nacional do Afeganistão, muitos dos prisioneiros libertados que eram considerados "especialistas" voltaram ao campo de batalha e fortaleceram a mão do Talibã. Também na época da ofensiva final do Talibã, a maioria dos governadores provinciais afegãos havia feito acordos com os militantes islamitas para mudar de lado e se juntar ao Talibã. Um alto funcionário do Ministério do Interior afegão afirmou para o Washington Post, afirmou que o Talibã tinha equipes de recrutamento que alcançaram as autoridades afegãs oficiais e as pressionaram a se juntar ao Talibã. Ele disse que o governo afegão suspeitava que uma longa lista de governadores podia ter laços com o Talibã.
No começo da década de 2020, o governo central afegão era visto como incompetente e altamente corrupto, com uma administração pública ineficiente e que não alcançava as zonas rurais. De fato, longe das grandes cidades, a população afegã em geral não sentia a presença governamental e recorria a grupos como o Talibã por liderança e proteção. Por outro lado, enquanto o governo em Cabul era visto como fraco, os Talibãs vinham se fortalecendo desde 2015, ao ponto que o ano de 2020 foi o mais violento desde a invasão americana duas décadas antes. Com a aproximação do prazo para retirada das forças dos Estados Unidos do Afeganistão no final do primeiro semestre de 2021, os Talibãs se puseram na ofensiva e avançaram sobre diversas regiões do país, normalmente enfrentando pouca resistência.

## Histórico

### Maio
No mês de maio, o Talibã capturou quinze distritos do governo afegão, incluindo os distritos de Nirkh e Jalrez na província de Maidan Wardak. Entre os locais capturados estava a barragem de Dahla na província de Candaar, a segunda maior barragem do Afeganistão.
Durante o mês, 405 membros das Forças de Segurança Nacional do Afeganistão e 260 civis foram mortos durante os confrontos com o Talibã, enquanto o Ministério da Defesa afegão afirmou ter matado 2.146 combatentes talibãs.
A 12 de Maio de 2021, Sohail Pardis, que tinha sido tradutor para as forças armadas dos Estados Unidos , e objecto de várias ameaças de morte, foi decapitado pelos Talibãs num posto de controlo.

### Junho
No mês de junho, o Talibã capturou 68 distritos do governo afegão e entrou nas cidades de Kunduz e Puli Khumri. Enquanto isso, a cidade de Mazar-i-Sharif foi sitiada pelos talibãs. Entre os locais capturados pelo grupo estava a principal passagem de fronteira do Afeganistão com o Tajiquistão e o distrito de Saydabad, que é chamado de porta de entrada da capital do Afeganistão, Cabul.
Em termos de equipamento, o Talibã capturou 700 caminhões e Humvees das forças de segurança afegãs, bem como dezenas de veículos blindados e sistemas de artilharia.
Em 19 de junho, o chefe do Estado-Maior do Exército afegão, os ministros da defesa e do interior foram substituídos pelo presidente Ashraf Ghani.
Durante o mês, 703 membros das Forças de Segurança Nacional do Afeganistão e 208 civis foram mortos durante os confrontos com os talibãs, enquanto o Ministério da Defesa afegão afirmou ter matado 1.535 combatentes rebeldes.

### Julho
Em 5 de julho, o Talibã capturou 38 distritos do governo afegão, enquanto 1.500 soldados afegãos desertaram para o Tajiquistão.
Em 8 de julho, 161 membros das forças de segurança nacional afegãs e 24 civis foram mortos durante os confrontos com os talibãs, enquanto o Ministério da Defesa afegão afirmou ter matado 972 combatentes talibãs desde o início do mês.
Em 9 de julho de 2021, um porta-voz do Talibã de Moscou, Rússia, disse que o grupo "controlava 85% do território do Afeganistão" e apontou que "não era parte do acordo" com os Estados Unidos parar de atacar os centros administrativos afegãos. As autoridades russas também relataram ter trabalhado com o grupo para garantir a segurança do vizinho Tajiquistão de qualquer ameaça estrangeira. Por outro lado, o governo afegão prometeu retomar todos os distritos capturados pelos talibãs. Durante todo o mês de julho, o Talibã permaneceu avançando, tomando postos de checagem da política e do exército afegão, especialmente no oeste.

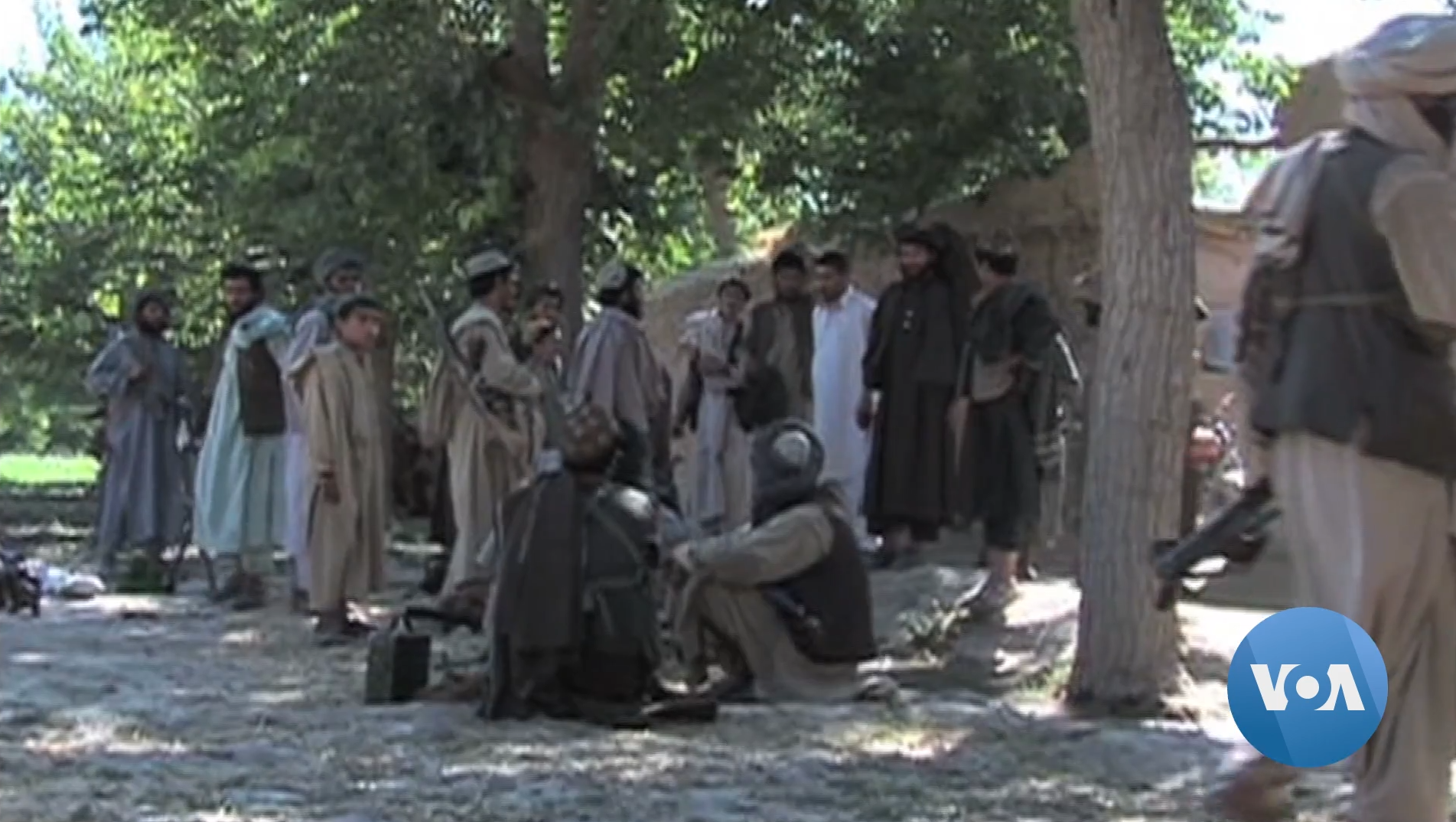
Militantes afegãos do Talibã.

Em 21 de julho, o general Mark Milley, o chefe do Estado-maior das forças armadas dos Estados Unidos, relatou que metade de todos os distritos afegãos estavam sob controle do Talibã. No dia seguinte, o Pentágono confirmou que a Força Aérea dos Estados Unidos havia realizado quatro ataques aéreos no Afeganistão a pedido de oficiais do governo afegão. Dois ataques aéreos com o objetivo de destruir equipamento militar capturado pelo Talibã das forças de segurança afegãs; uma arma de artilharia e um veículo militar foram destruídos. Enquanto isso, a batalha pela cidade de Candaar prosseguia, com toda a região sob cerco dos rebeldes. O Talibã se moveu rapidamente e tomou toda a zona rural e vilas no Distrito de Daman, ao ponto de que apenas o aeroporto de Candaar estava sob controle completo das tropas afegãs. A tomada de Daman pelos militantes talibãs acabou selando o destino de boa parte da província.
Em 31 de julho, o Talibã renovou suas ofensivas em outras regiões, capturando, no mesmo dia, as capitais das duas províncias de Helmande e Herat, também capturando dezenas de distritos nas ditas províncias e ocupando passagens de fronteira com o Irã e o Turcomenistão. Entre outros, o importante distrito de Karakh, em Herat, foi novamente invadido pelos militantes islamitas. Os talibãs então tomaram as estradas que conectavam o aeroporto internacional de Herat e a própria cidade de Herat. Enquanto isso, o cerco de Candaar prosseguia.

### Agosto

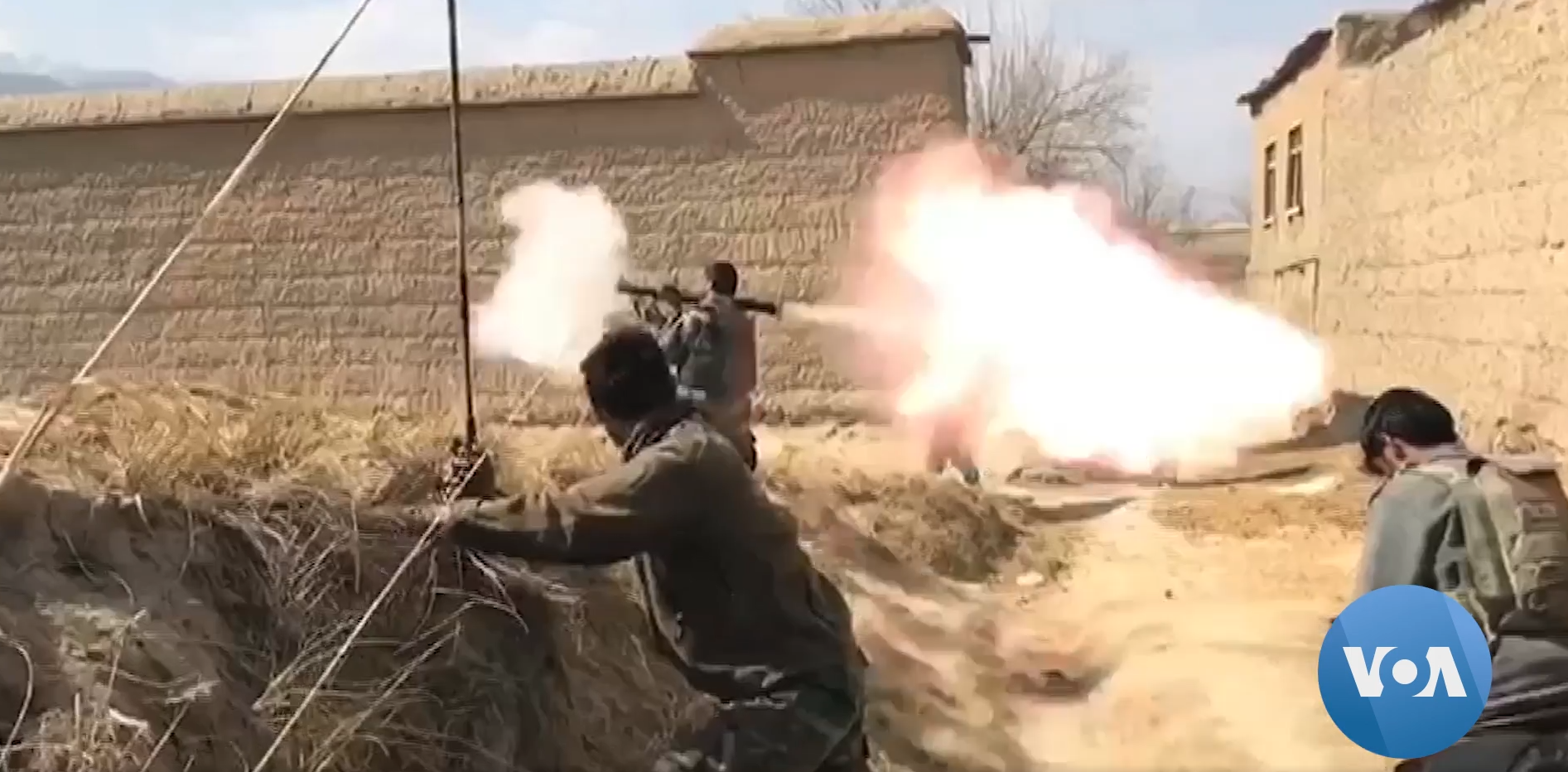
Forças do exército afegão combatendo islamitas do talibã.

Em agosto, com a retirada das tropas ocidentais se acelerando, as forças do Talibã também renovaram suas ofensivas. Em 6 de agosto, a cidade de Zaranj, a capital da província de Nimruz, caiu nas mãos dos islamitas. Naquela altura, o exército afegão parecia estar se desfalecendo, com altas taxas de deserção e muitos militares se rendendo sem lutar. No dia seguinte, as cidades de Konduz e Sar-e Pol foram tomadas. Em 9 de agosto, Samangan, a capital da província homônima, foi igualmente conquistada pelo Talibã. Três dias mais tarde, foi a vez da importante cidade de Ghazni, uma vital rota entre Cabul e Candaar, cair nas mãos dos islamitas. 
Em 12 de agosto, forças do talibã tomaram de assalto as cidades de Herat e Candaar (sendo esta a segunda maior cidade do Afeganistão).
Poucas horas após a queda de Herat, os governos dos Estados Unidos e do Reino Unido anunciaram o envio de 3 000 e 600 militares, respectivamente, para o aeroporto de Cabul, a fim de garantir o tráfego aéreo de seus cidadãos, funcionários da embaixada e civis afegãos que trabalharam com as forças da coalizão fora do país.
Em 14 de agosto, os talibãs conquistaram as cidades de Zareh Sharan, Assadabade e Mazar-i-Sharif, que são importantes capitais provincianas. A inabilidade do exército afegão de resistir chamou a atenção da comunidade internacional, assim como a brutalidade das forças islamitas, que, segundo relatórios, brutalizavam a população civil nas áreas que ocupavam. Nesse mesmo dia, o importante município de Pol-e 'Alam, a 70km da capital nacional Cabul, foi também tomado pela insurgência talibã.
Em 15 de agosto, forças do Talibã entraram em Jalalabad, a capital da província de Nangarhar. A cidade foi tomada praticamente sem luta. Naquela altura, esta havia sido a vigésima sexta capital provincial a cair, e sua captura deixou Cabul como a última grande cidade sob controle direto do governo afegão. Pouco depois, o município de Maydan Shahr também caiu, seguido pelas cidades de Khost, Bamyan e Mahmud-i-Raqi.

#### A Queda de Cabul

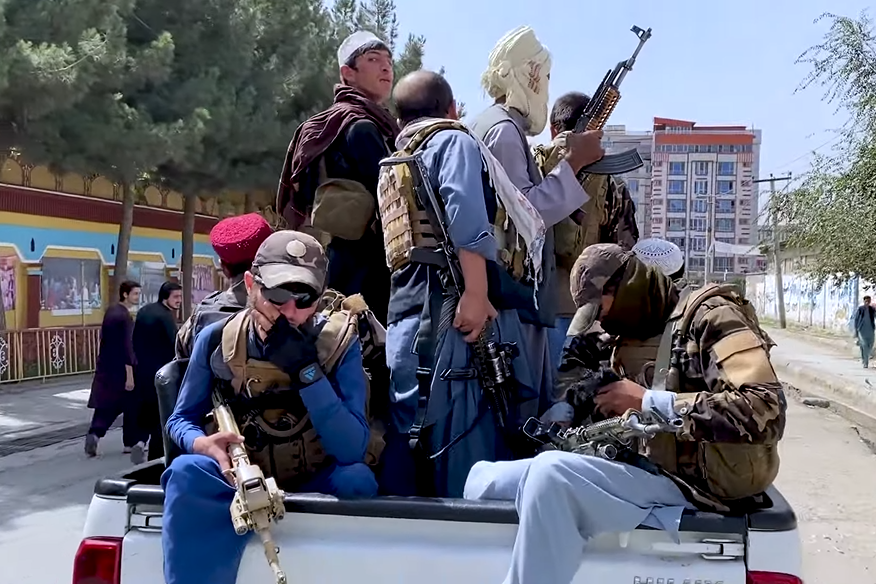
Combatentes Talibãs em Cabul, em 17 de agosto.

Ainda em de 15 de agosto de 2021, apesar de emitir um comunicado dizendo "não tinham planos de tomar a capital afegã à força", tropas do Talibã penetraram nos arredores de Cabul por várias direções, incluindo os distritos de Kalakan, Qarabagh e Paghman, no noroeste. Helicópteros americanos Boeing CH-47 Chinook e Sikorsky UH-60 Black Hawk começaram então a pousar na embaixada dos Estados Unidos em Cabul para iniciar a evacuação de diplomatas e pessoal, enquanto estes começaram a destruir documentos secretos no prédio.
Então, Abdul Sattar Mirzakwal, o Ministro do Interior do Afeganistão, em um pronunciamento oficial, afirmou que o presidente do país, Ashraf Ghani, havia decidido renunciar, e que um governo de transição estaria sendo negociado com o Talibã para garantir "uma transferência pacífica de poder". Enquanto isso, as forças de segurança afegãs entregaram a base aérea de Bagram ao Talibã; esta base guardava cerca de cinco mil prisioneiros do talibã e do grupo Estado Islâmico. Enquanto a capital do Afeganistão caia em mãos dos talibãs, foi reportado que o presidente Ghani havia fugido para o Tajiquistão depois de uma breve passada na embaixada dos Estados Unidos.
Segundo o canal afegão de televisao 1TV, a rede Haqqani, organização ligada aos taliban e com ligações estreitas com a Al-Qaeda, foi encarregada de garantir a segurança em Cabul. Khalil al-Rahman Haqqani, o líder da rede, tem a cabeça a prémio pelos EUA,  por cerca de 4 milhões de euros.
Cerca  de três semanas após a queda de Cabul, os  talibãs anunciaram a criação de um gabinete governamental para o novo Estado denominado Emirato Islâmico do Afeganistão. O gabinete é todo masculino, e é fortemente dominado por pashtuns,  sendo apenas três membros de outras etnias. 
Até dezembro de 2021, nenhum país reconheceu oficialmente o novo estado dos Talibãs. 

## Reações
Quando Cabul caiu em meados de agosto, milhares de afegãos tentaram fugir do país, especialmente funcionários públicos e cidadãos do país que ajudaram as tropas de ocupação ocidental. A maioria dos refugiados tentou escapar pelo aeroporto da capital, que estava sendo usado como base pelo exército dos Estados Unidos. Em desespero, várias pessoas agarraram-se à lateral de um avião militar dos Estados Unidos, com pelo menos um indivíduo caindo para a morte quando a aeronave decolou. As tropas americanas tiveram que disparar tiros de advertência para abrir caminho para a aeronave, que estava evacuando funcionários do governo afegão. A situação ao redor do aeroporto foi descrita como caótica, com denúncias de ataques contra civis feitos por forças talibãs.
As rápidas conquistas dos Talibã apanharam o  mundo de surpresa incluindo os governos de Estados Unidos, Reino Unido, Alemanha e Rússia. A vitória do Talibã teve ramificações domésticas e internacionais generalizadas.

### Internas

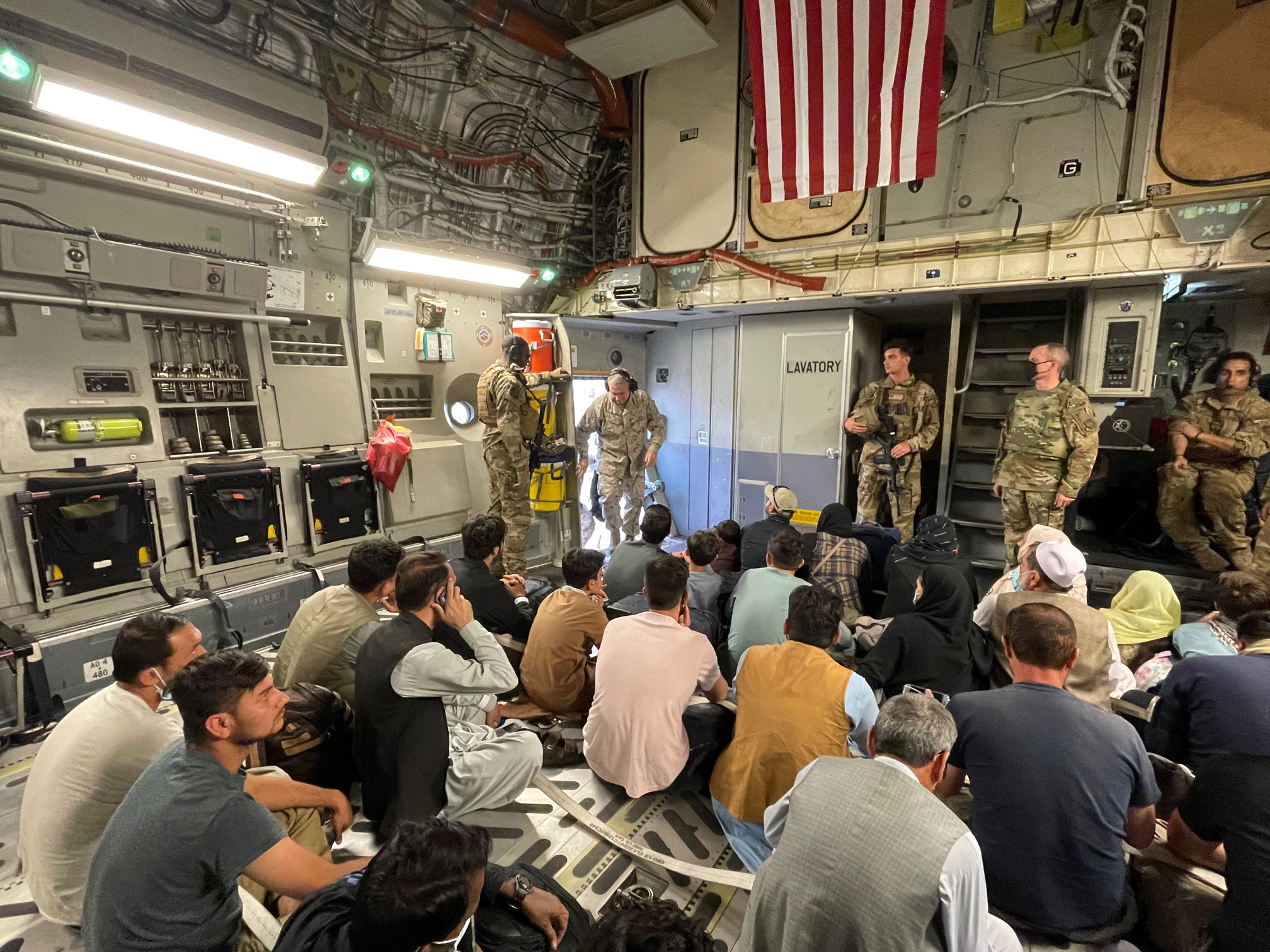
Civis afegãos dentro de uma aeronave americana deixando o Afeganistão.

A 17 de agosto, os Talibã deram a sua primeira conferência de imprensa a partir de Cabul. O seu porta-voz, Sabihullah Mujahid , anunciou uma "amnistia geral" e garantiu que ninguém seria perseguido e às mulheres afegãs seriam assegurados os seus direitos - mas, acrescentando, dentro do quadro da Xaria. Nesse mesmo dia, foi executada uma mulher em Takhar por não usar burca. Na província de Faryab uma mulher foi espancada até a morte por não alimentar os combatentes. Relatos de civis em fuga contam episódios de decapitações, execuções de prisioneiros, casamentos forçados e tomada de escravas sexuais. O jornal Deutsche Welle afirmou que os relatos confirmam que os militantes andam a procurar as casas dos que trabalharam para governos estrangeiros - incluindo as casas de três funcionários locais do jornal.

### Externas
A Turquia se ofereceu para enviar suas tropas para proteger Aeroporto Internacional Hamid Karzai em Cabul.
O presidente dos Estados Unidos, Joe Biden, defendeu a retirada das tropas estadunidenses dizendo que o país não foi ao Afeganistão para "construir uma nação". Biden acrescentou que não "enviaria outra geração de americanos para lutar lá" e apontou outras tentativas fracassadas de unificar o Afeganistão no passado. Também assegurou que a segurança dos Estados Unidos não estava em risco com qualquer resultado dos conflitos internos no Afeganistão.